# Charles Sutton

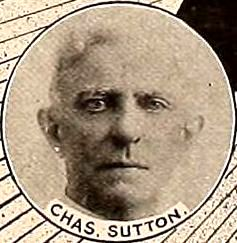
Democracy The Vision Restored (1920) - Charles Sutton

Charles Sutton (1856 – 20 de julho de 1935) foi um ator norte-americano da era do cinema mudo. Ele atuou em mais de cem filmes entre 1911 e 1923. Ele morreu em Englewood, Nova Jérsei.

## Filmografia selecionada
- The Lighthouse by the Sea (1911)
- Hulda of Holland (1913)
- The Old Monk's Tale (1913)
- The Girl of the Gypsy Camp (1915)
- When Love Is King (1916)
- A Message to Garcia (1916)
- The Rainbow Princess 1916)
- Pardners (1917)
- The Royal Pauper (1917)
- The Eternal Mother (1917)
- The Lie (1918)
- A Virgin Paradise (1921)